# Oxytate guangxiensis
Oxytate guangxiensis är en spindelart som beskrevs av He och Hu 1999. Oxytate guangxiensis ingår i släktet Oxytate och familjen krabbspindlar. Inga underarter finns listade i Catalogue of Life.